# 中国人民解放军陆军合成第一一六旅
合成第一一六旅（英語：116th Combined Arms Brigade），又称“头等主力”，是中国人民解放军陆军第七十九集团军下辖的一个重型合成旅，驻地辽宁省海城市。

## 历史概述
该旅是一支具有红军血脉的部队，其前身为1932年12月组成的西北的中国工农红军第二十六军。从红军时期到抗日和第二次国共内战中国共产党领导下的武装力量的绝对主力王牌，逢战必胜，几乎无败绩，至朝鲜战争结束，该旅及其前身共歼灭国内外敌人16.4万余，转战全中国21个省和亚洲3个国家，为抗美援朝战争各师旅级部队歼敌之最、南昌起义以来中共领导的武装力量各师旅级部队歼敌总数之最。

### 成军前
1932年2月12日，红军陕甘游击队成立，总指挥谢子长，政治委员李杰夫。后刘志丹、阎红彦先后任总指挥。1932年12月24日，红二十六军在宜君县转角镇成立，主力由陕甘游击支队改编而成，全军仅一个团，即第四十二师第二团，王世泰任团长，杜衡任政委，不到一千人，辖骑兵连（连长杨琪、政委惠志红）、步兵连（连长吴岱峰、政委高锦纯）、青年连（连长赵启民，政委杨文谟）3个连。 
1933年5月下旬，杜衡强令红二十六军南下到秦岭一带开辟新区。杜衡回省委汇报工作，未随队南下，回去后不久被捕叛变。团长王世泰、代政委汪锋、参谋长刘志丹等领导下，过灞桥在张家坪遭杨虎城重兵伏击，全军分三路突围（刘志丹、汪峰、王世泰各带一股）。1933年7月，郭宝珊受谢子长委托，接纳了安定兵变的国民军一个连，随后又受中共渭北特委赵伯平、李象九委托，接纳杨虎城部警备第五团驻郃阳起义的一个整营，自称“义勇军”，人数千人。
1933年11月3日，陕甘边特委和陕甘边红军临时总指挥部党委在合水县包家寨举行会议，决定撤销陕甘边红军临时总指挥部，以所属部队重新组建红二十六军，仅辖第四十二师，师长王泰吉（后刘志丹代）、政治委员高岗（后杨森代），下辖第3团和骑兵团，全军共500余人。随即进军南梁，扫除陕甘交界的地方民团武装。到1934年，以南梁为中心的陕甘边革命根据地初具规模。

### 三度反围剿
1934年2月至5月，陕甘宁三省军阀纠集1万余人的兵力对于南梁革命根据地发起了第一次大规模的军事“围剿”。刘志丹率领红二十六军主力，在游击区赤军和游击队的配合下，转至外线，连战连捷，歼灭军阀部队3,000余人，粉碎了其精心筹划的“围剿”。红二十六军也不断壮大，新组建了红1团、红2团和西北抗日义勇军，主力达到5个团3,000余人。
1934年9月，郭宝珊在甘肃庆阳新堡地区率部起义，夜奔南梁，参加了陕甘红军，被改编为红26军西北抗日义勇军。1934年11月10日西北抗日义勇军在陕甘南梁地区整编时，为团级建制，共670余人。从王世泰的红3团抽调不少党员、干部充实义勇军。西北抗日义勇军司令员郭宝珊，政委任浪花（后黄罗斌、马佩勋），副司令员段盈启，参谋长于正学，政治处主任白如冰，后勤主任张文才（后师玉峰），参谋主任白文华。
- 一大队：队长余振西、政治教导员何伯平
- 二大队：队长王东来、政治教导员高维嵩
- 三大队：队长杨茂堂（后党忠实）、政治教导员贺大增
- 机炮中队：队长郭宝珏、政治指导员王子荣。

11月，陕甘边工农兵代表大会在南梁召开，宣告陕甘边苏维埃工农民主政权正式成立，各县区都接踵成立了红色政权。
1935年春，国民政府集合4万兵力，对陕甘边和陕北两块苏区策动了第二次大规模的军事“围剿”。面对十余倍于己之敌，红二十六军、红27军（1935年1月在陕北成立，辖第84师）在西北革命军事委员会主席刘志丹的统一指挥下，先后在吴家寨子、马家坪歼灭国军高桂滋部两个营又一个连。至6月底，红军主力和游击队连战连捷，俘敌2000余人，占领了延长、延川、安定、靖边、安塞、保安等6座县城，在陕甘20余县建立了红色政权，游击区扩大到30余县，陕甘边和陕北两块根据地联成一片。国民政府的第二次“围剿”被彻底粉碎。红军主力发展到5,000余人，游击队4,000人，革命力量空前壮大。
1935年7月，蒋介石调兵10万之众，亲任西北剿匪总司令，向陕甘边、陕北根据地发动了第三次大围剿。8月初，刘志丹率红二十六军、红27军北上吴堡，于幕家园围点打援，首战告捷，歼灭国军600余人。随即隐蔽南下，到达绥德新店一带，再度围点打援，以游击队、赤卫军围困定仙焉的晋军一个营，红二十六军主力及红27军84师埋伏于国军必经之路。8月21日，一举全歼西渡黄河来援的晋军第3旅第6团1200余人，取得定仙焉大捷，首次一战歼灭国军一个整团。

### 会师后与抗日
1935年9月，红二十六军改编为红七十八师，与红二十五军、红二十七军共同组成红十五军团，杨森任七十八师师长。
抗日战争开始后整编为八路军第三四四旅，徐海东任旅长，卢绍武（一说陈漫远）任参谋长。辖第687、第688团。全旅共5,000余人。8月下旬，第344旅奉命由三原地区开赴晋东北。9月25日，参加平型关战役。战后，为策应忻口会战，配合国民党军保卫太原，第687团北进至恒山地区的浑源、灵丘西北部一带，开展游击活动；旅部率第688团南下至五台山地区的东冶、定襄一带，侧击进攻太原之日军。10月，黄克诚任旅政治委员（后兼任政治部主任）。11月下旬至12月22日，第344旅配合晋察冀军区进行反击日军“八路围攻”的作战。12月，在平山县洪子店组建第689团。
1938年1～2月，为牵制和打击进攻晋南、晋西的日军，第344旅进行小寨、温塘等战斗，击退了正太铁路（今石家庄—太原）娘子关至井陉沿线日伪军的进攻，并扩充兵员6000人。第688团团长陈锦秀在战斗中牺牲。2月下旬，第344旅划归第129师指挥。4月，崔田民任旅政治部主任。为配合第129师粉碎日军对晋东南地区的“九路围攻”，第689团参加了长乐村战斗。第687、第688团进行了张店战斗。4月下旬，第344旅向晋南发展。7月，第687、第688团在阳城以北町店歼灭了由晋城西犯的日军。战后，第344旅在端氏进行休整。韩振纪任旅参谋长。
1938年春，第115师师部率第343旅由晋东北南下后，第344旅即由第18集团军直接指挥。7月，朱德总司令到第344旅，指示该旅分散活动，发动群众，开展游击战争，创建抗日根据地。据此，第687团南下豫北修武、焦作地区活动；第688团主力进入平汉铁路（今北京—汉口）以东之内黄、淇县地区，一部进入中条山；第689团进入冀南平原。8月，徐海东因病回延安休养，杨得志调任副旅长、代理旅长。9月，杨得志率一部兵力开辟冀鲁豫边区抗日根据地，同时配合第129师部队袭击日伪军据点、车站，破坏平汉、道清（道口—今博爱）铁路线，策应国民党军正面战场的作战。年底，第344旅所属部队大部从豫北、冀南返回太行山，以第687团与第688团各一部合编为旅独立团。
1939年初，第688团调归第129师第386旅指挥，在冀鲁豫边地区活动，并收容部分地方抗日武装编成第344旅特务团。2月，第688团在威县参加香城固战斗，挫败了日军对冀南地区的进攻。1939年1月底，杨得志、崔田民率领该旅补充团（即第689团）、特务团（即第690团）过平汉铁路。3月，进至道口镇以东地区，并和由地方武装组织的黄河支队、冀鲁豫第5支队等部合编成冀鲁豫支队，下辖4个大队。7月，田守尧任第344旅副旅长。12月，第344旅发展至7000余人。同月，配合第129师部队发起邯长公路破击战，切断邯郸至长治的日伪军补给线，粉碎了日伪军分割太行山抗日根据地的企图。1940年2月，第344旅编入八路军第2纵队，韩先楚任代旅长，康志强任政治委员。4月，刘震任旅长，唐亮任政治委员，沈启贤任参谋长，高农斧任政治部主任。5月，八路军第2纵队根据中共中央军委关于协同新四军发展与巩固华中抗日根据地的指示，率第344旅等部南下豫皖苏边区。6月下旬，进抵安徽省涡阳县新兴集地区。7月，与新四军第6支队（欠第4总队）会合，合编为八路军第4纵队，第344旅改称第4旅，其所辖3个团改称第7、第8、第9团。
1940年7月，343旅奉命从华北战场南下增援华中新四军，先后改编为八路军第4纵队第4旅、新四军第4师第10旅等部。1941年上半年，新四军第4师在津浦路西地区进行了长达四五个月的对抗“顽军”，与此同时，新四军第4师也遭受较大损失，作为“拳头”的第10旅只剩2个团仅4个营人马。1941年7月，第10旅奉命从淮北转移到苏北淮海区进行休整，不久与第3师第9旅对调建制，成为第3师第10旅。同年10月兼淮海军区（后称军分区），是苏北敌后抗日根据地中的佼佼者。
1945年8月15日抗日战争胜利，10月该部奉命进军东北。

### 东北作战
进入东北后，先后改称东北人民自治军、东北民主联军第三师第十旅，1946年9月改编为第二纵队第五师。
1947年3月，临江战役期间，第五师在师长钟伟指挥下打了一次违抗命令之仗——靠山屯战斗，为全局创造了有利战机，受到东总和西满军区的通令嘉奖，嘉奖令中写道“此种作战的积极性与机动性值得发扬与称赞”。
锦州战役中，林彪连赞：“五师好部队！好作风！”

### 建国后
1949年10月，东北军区司令部编写《东北三年解放战争军事资料》，对该师又给予了高度评价：“该师系东北部队中最有朝气的一个师，突击力最强，进步快，战斗经验丰富。攻、防兼备，以猛打、猛冲、猛追三猛著称。善于运动野战，攻击力亦很顽强，为东北部队中之头等主力师。”抗美援朝战争第一次战役中，一一六师首战云山，重创美國陸軍第1騎兵師。第二次战役中，一一六师又重创美国陆军第25步兵师，三四七团迫降美24团3连（整建制黑人连），三四六团收复平壤，立下了殊勋。第三次战役中，第一一六师率先突破临津江。
1953年4月，第一一六师回国，驻守辽南地区。1961年1月，第一一六师被确定为全军首批十大战备值班师之一。1962年3月，该师紧急入闽备战。1964年7月，国防部授予该师第三四八团第四连为“神枪手四连”荣誉称号。
1984年，与陆军一一二师一同改编为全军唯二的机械化步兵师。2017年，机步第三四六团编制撤销，人员补充进中型合成第二〇三旅，余部改编为重型合成第一一六旅，为现有编制。

## 历史沿革
参考资料：
| 部隊番號                 | 使用時期             |
| ------------------------ | -------------------- |
| 中國工農紅軍第二十六軍   | 1932年12月-1935年9月 |
| 红十五军团第七十八师     | 1935年9月-1937年8月  |
| 八路军第三四四旅         | 1937年8月-1940年6月  |
| 八路军第四纵队第四旅     | 1940年6月-1941年1月  |
| 新四军第十旅             | 1941年1月-1945年10月 |
| 东北人民自治军第十旅     | 1945年10月-1946年1月 |
| 东北民主联军第五师       | 1946年1月-1948年11月 |
| 中国人民解放军第一一六师 | 1948年11月-1960年1月 |
| 陆军第一一六师           | 1960年1月-1984年4月  |
| 机械化步兵第一一六师     | 1984年4月-2017年4月  |
| 重型合成第一一六旅       | 2017年4月至今        |

## 荣誉
- 红军团：前一一六师三四七团，前身为红二十六军第二团
- 神枪手四连：前一一六师三四八团四连，现本旅
- 抗震救灾爱民模范连：前一一六师侦察连